# Kharupatia
Kharupatia é uma cidade e uma town area committee no distrito de Darrang, no estado indiano de Assam.

## Geografia
Kharupatia está localizada a 26° 31′ N, 92° 08′ L. Tem uma altitude média de 37 metros (121 pés).

## Demografia
Segundo o censo de 2001, Kharupatia tinha uma população de 17 784 habitantes. Os indivíduos do sexo masculino constituem 54% da população e os do sexo feminino 46%. Kharupatia tem uma taxa de literacia de 73%, superior à média nacional de 59,5%: a literacia no sexo masculino é de 78% e no sexo feminino é de 68%. Em Kharupatia, 12% da população está abaixo dos 6 anos de idade.